# Fort van Salses
Het Fort van Salses (Catalans: Castell de Salses, Frans: Forteresse de Salses of Château de Salses) is een fort in de Franse gemeente Salses-le-Château. Het werd gebouwd in de periode 1497-1502 in het vorstendom Catalonië door de Catalanse koning Ferdinand II van Aragon. De vesting bewaakte de Catalaanse kant van de grens met Frankrijk. Frankrijk veroverde dit fort in 1642. Na het verdrag van de Pyreneeën behoort het Fort bij Frankrijk.
Het fort is goed zichtbaar vanaf de snelweg A9. Vanaf de parkeerplaats "Aire du Château de Salses Nord". Jaarlijks heeft het fort ongeveer 100.000 bezoekers.
Het is een beschermd monument sinds 1886.